# Diplacodes melanopsis
Diplacodes melanopsis är en trollsländeart som först beskrevs av Martin 1901.  Diplacodes melanopsis ingår i släktet Diplacodes och familjen segeltrollsländor. Inga underarter finns listade i Catalogue of Life.